# (4085) Weir
(4085) Weir (1985 JR) – planetoida z grupy pasa głównego asteroid okrążająca Słońce w ciągu 4,21 lat w średniej odległości 2,61 j.a. Odkryta 13 maja 1985 roku.